# Lomamyia squamosa
Lomamyia squamosa är en insektsart som beskrevs av Carpenter 1940. Lomamyia squamosa ingår i släktet Lomamyia och familjen Berothidae. Inga underarter finns listade i Catalogue of Life.